# 詭絲
《詭絲》，由蘇照彬執導的台灣科幻驚悚電影，于2006年10月在台上映。

## 主演
| 演員     | 角色           |
| 江口洋介 | 橋本良晴       |
| 張震     | 葉起東         |
| 林嘉欣   | 杜家維         |
| 徐熙媛   | 蘇原           |
| 陳柏霖   | 陳守仁         |
| 張鈞甯   | 董和美         |
| 陳冠伯   | 陳耀西(小孩)   |
| 馬之秦   | 葉起東母親     |
| 萬芳     | 鄭純(小孩母親) |

## 劇情介紹
科學家橋本良晴（江口洋介飾）是個行動不便的學者。他帶著一個「反重力小組」團隊來到台灣，並聲稱他用「孟傑海綿」捕捉到世界上第一個「鬼」（陳冠伯飾）。他請台灣的動態視力專家葉起東（張震飾），來調查該鬼魂的死因，並研究形成鬼魂的原因。起東憑著超人的動態視力，不但讀出鬼魂的唇語，更從鬼魂的話語間了解到他的死因。
橋本大膽推測，鬼魂是被自己的母親所殺，並埋在核電廠附近磁場的交叉點，所以才會形成鬼魂。橋本調查團隊的蘇原（徐熙媛飾），對著橋本的研究成果要與外人葉起東分享不以為然，希望利用鬼魂威脅橋本。她竊取了鬼魂，但是反而被鬼魂反噬死亡。
在她死亡的過程中，起東彷彿看到一條「絲」狀物體，從鬼魂身體發出。橋本再度推測，這種「絲」很可能讓鬼魂由能量狀態實體化，進而達到與生物接觸的效果。鬼魂對於能感應到存在的人，都會加以殺戮，但是葉起東巧妙的避開鬼魂的感應。然而鬼魂的暴走並不僅止於此，在日本派出人員搶奪橋本研究成果以及「孟傑海綿」之時，橋本將鬼魂封印在大型的「孟傑海綿」中。而在封印的過程中，每個人都被鬼魂纏上了「絲」，其中更有來探望起東，不小心目睹鬼魂實驗現場的起東女友佳維(林嘉欣 飾)......。

## 獎項
| 年份   | 頒獎典禮     | 獎項         | 名字   | 結果 |
| ------ | ------------ | ------------ | ------ | ---- |
| 2006年 | 法國坎城影展 | 正式觀摩影片 | 詭絲   |      |
| 2006年 | 第43屆金馬獎 | 最佳劇情片   | 詭絲   | 提名 |
| 2006年 | 第43屆金馬獎 | 最佳導演     | 蘇照彬 | 提名 |
| 2006年 | 第43屆金馬獎 | 最佳原著劇本 | 蘇照彬 | 提名 |
| 2006年 | 第43屆金馬獎 | 最佳視覺特效 | 胡陞忠 | 獲獎 |
| 2006年 | 第43屆金馬獎 | 最佳原創音樂 | 金培達 | 提名 |

## 拍片地點
本片以台北為故事發生地。除了深坑公寓外觀是在台中港港務局員工宿舍取景、內部於阿榮片廠搭景拍攝之外，其餘場景皆在大台北地區拍攝完成。
- 台北並沒有七里這一區，是片中的虛構地名；七里特教小學是在新北市淡水區淡江中學婦女樓拍攝，七里派出所外貌則是新北市警察局板橋分局。

- 葉起東與橋本在夜間談話的地點是台北市木柵的道南橋。

- 葉起東翻車地點是台北捷運西門站出口，他搭乘的路線是小南門線。

- 被鄭純追逐時，葉起東開車途經的隧道是辛亥隧道。

- 杜家維開設的花店位在台北市富錦街。

## 本片插曲
1. 本片被評為近年拍的最優質台灣電影。
2. 片中葉起東（張震 飾）逃上捷運那段，整條捷運車廂其實是在片廠裡搭出來的。
3. 公寓警衛是本片導演蘇照彬客串演出。
4. 戴立忍也有在片中客串演出，飾演片中霹靂小組的帶隊隊長。
5. 2006年9月正逢台灣倒扁熱潮，恰好本片中江口洋介比出類似倒扁的右手定則手勢，引起爭議。導演否認，為純屬意外。事實上當時橋本(江口洋介)是因在推估輻射中心電廠能量流動的方向，才會比出右手定則的手勢。
6. 孟傑海綿是真實存在的，據導演蘇照彬說他在電影上映的2~3年前，在某篇報紙看到日本有一群科學家以特製陶瓷材料做出了孟潔海綿，可以把電磁波停留在裡面。導演之後又說，他早已想好故事但差那臨門一腳找尋可以抓住鬼的道具。看到報導後覺得可行就採用。[2]

## 票房
最終全台票房為新台幣4436萬元。

## 外部連結
- Yahoo奇摩電影上《詭絲》的資料（繁體中文）
- 開眼電影網上《詭絲》的資料（繁體中文）
- 豆瓣电影上《詭絲》的資料 （简体中文）
- 时光网上《詭絲》的資料（简体中文）
- AllMovie上《詭絲》的资料（英文）
- 爛番茄上《詭絲》的資料（英文）
- 香港影庫上《詭絲》的資料（繁體中文）
- 互联网电影数据库（IMDb）上《詭絲》的资料（英文）